# Ostrov pokladů (muzikál)
Ostrov pokladů je muzikál autorů Dennise Martina, Christophera Jila a Wolfganga Adenberga, který se uváděl od roku 2015 v České republice v Městském divadle Brno.

## Děj
Jako malý kluk byl Robert Louis Stevenson často nemocný. V posteli mu jeho otec předčítal pohádky o pirátech a pokladech. Jak spisovatel dospívá, vzpírá se přání svých rodičů, kteří chtějí, aby z něj byl advokát. Vystuduje sice právnickou školu, ale touží se vydat na dráhu spisovatele. Odchází do Francie na letní byt. Tam se seznamuje s Fanny Osbourneovou a jejím synem Lloydem. Ten je smutný a naštvaný, že musel opustit domov v Americe, proto se ho snaží Stevenson rozptýlit příběhem s názvem Ostrov pokladů. Jeho vypravování pojednává o chlapci Jimovi Hawkinsovi. Ten provozuje se svou matkou hostinec a mají málo peněz. Jednou se u nich ubytuje pirát jménem Billy Bones, který však záhy umírá a zanechává po sobě mapu. Na té je zobrazen ostrov, kde leží poklad. O mapu mají zájem i ostatní piráti, kteří kvůli tomu hostince přepadnou. Jimovi se podaří mapu schovat. Na pomoc do hostince se Dr. Livesey spolu s baronem Trelawneym, který chlapci slíbí, že cesto na ostrov zaplatí. Na lodi však vypukne vzpoura pirátů, kteří se před cestou vydávali za námořníky. V reálném světě se Stevenson zamiluje do Fanny, avšak kvůli zhoršujícímu stavu se musí vrátit zpět do rodného Edinburghu. Mezitím se rozhodne Fanny se synem odcestovat zpět do Ameriky. Jakmile se to Stevenson dozví, sebere polední zbytky sil a pluje parníkem za nimi. Doráží v hrozném stavu. Fanny ho nejprve odmítá, ale nakonec podlehne svému srdci a společně se všichni tři vrací do Evropy.

## Verze Městského divadla Brno
Jako první divadlo v České republice uvedlo tento muzikál Městské divadlo Brno. Představení je pojato historický muzikál. Trvá dvě hodiny a třicet minut s jednou dvacetiminutovou přestávkou. Většina rolí je alternovaná.

### Obsazení hlavních rolí
| Lukáš Janota nebo Aleš Slanina                    | Louis Stevenson, Dr. Livesey, Ben Gunn |
| Tomáš Dalecký nebo Lubomír Hrdlička               | Lloyd Osbourne, Jim Hawkins            |
| Hana Holišová, Ivana Vaňková nebo Lucie Bergerová | Fanny Osbourneová, Paní Hawkinsová     |
| Martin Havelka nebo Ladislav Kolář                | Thomas Stevenson, Kapitán Smollet      |
| Lenka Janíková nebo Jana Musilová                 | Margaret Stevensonová                  |
| Jozef Hruškoci, Jakub Zedníček nebo Petr Štěpán   | John Silver, Sam Osbourne              |
| Jiří Mach nebo Dušan Vitázek                      | Billy Bones                            |
| Kristian Pekar nebo Ondřej Studénka               | Slepý Pew                              |
| Robert Jícha nebo Lukáš Vlček                     | Baron Trelawney, Starosta Edinburghu   |